# Canton de Shatian
Le canton de Shatian (chinois simplifié : 沙田乡 ; chinois traditionnel : 沙田鄉 ; pinyin : Shātián Xiāng) est un canton de la ville de Ningxiang dans la province du Hunan en Chine. Il est entouré du bourg de Longtian et du bourg de Xiangzikou à l'ouest, du bourg de Huangcai au nord-est, du bourg de Liushahe au sud-ouest et du bourg de Qingshanqiao au sud. Au recensement de 2000, il avait une population de 28,738 habitants et une superficie de 74,22 km2.

## Administration territoriale
Il comprend 10 villages :
- Shatian (沙田村)
- Shisun (石笋村)
- Shuangxi (双溪村)
- Baoyun (宝云村)
- Jinlian (金莲村)
- Hetang (合塘村)
- Duizi (堆资村)
- Xinfei (新飞村)
- Liuzhai (六寨村)
- Shijiang (石江村)
- Changchong (长冲村)
- Wuli (五里村)
- Shimei (石梅村)

## Économie
La châtaigne chinoise est importante pour l'économie. La commune regorge d'huile de thé et de vin de riz.

## Attraction touristique
Le pont couvert de Huitong, construit à la fin de la dynastie Qing (1644-1911), est un site pittoresque célèbre.
Il abrite l'ancienne résidence de Xie Juezai et l'ancienne résidence de He Shuheng.

## Personnes notables
- Xie Juezai (en), homme politique.
- He Shuheng (en), révolutionnaire.
- Jiang Mengzhou (zh), révolutionnaire.
- Xie Nanling, révolutionnaire.
- Jiang Yaxun (zh), révolutionnaire.
- Chen Zhongyi, révolutionnaire.

## Galerie
|                                                                  |
| La statue de He Shuheng dans l'ancienne résidence de He Shuheng. |

|                                     |
| L'ancienne résidence de Xie Juezai. |

|                             |
| Le pont couvert de Huitong. |